# Mario Canessa
Mario Lorenzo Canessa García (Chile; 23 de junio de 1932-Bogotá; 11 de diciembre de 2012) fue un árbitro de fútbol chileno nacionalizado colombiano.

## Trayectoria
Llegó para quedarse a Colombia en 1963. En 1969, se ganó el gafete de FIFA para arbitrar juegos internacionales y dos años más tarde estuvo en la final de ida de la Copa Libertadores 1971.
En 1968, en un amistoso entre el Santos de Brasil contra la selección de Colombia, remplazó a Guillermo Velásquez Ramírez ya que este fue agredido tras expulsar al legendario futbolista Pelé.
También arbitró la vuelta de la Copa Interamericana 1972 y 1974. En 1983 fue su último año como silbante, donde hasta la fecha es el que más partidos dirigió en Colombia con 874.